# Drive (canção de Ed Sheeran)
"Drive" é uma canção gravada pelo cantor e compositor inglês Ed Sheeran, distribuída como o quinto single do álbum de banda sonora do filme F1 (2025)  a partir de 20 de Junho de 2025. Sheeran escreveu a canção com os seus produtores John Mayer e Blake Slatkin. "Drive" conta com Mayer na guitarra, Dave Grohl dos Foo Fighters na bateria, o baixista Pino Paladino e o teclista Rami Jaffee, com teclados adicionais e programação de bateria de Slatkin.
Um vídeo musical para "Drive" foi lançado em simultâneo com o single no canal de Sheeran no YouTube. Realizado por Chris Villa, o vídeo incorpora imagens de corridas.

## Antecedentes e lançamento
F1 (2025) é um filme de drama desportivo norte-americano escrito e realizado por Joseph Kosinski, produzido por Jerry Bruckheimer e protagonizado por Brad Pitt, Damson Idris, Kerry Condon, Tobias Menzies e Javier Bardem. A sua banda sonora foi elaborada sob produção executiva de Kevin Weaver, presidente da editora discográfica Atlantic para a Costa Ocidental dos Estados Unidos, juntamente com Brandon Davis e Joseph Khoury, ambos funcionários da Atlantic. Weaver abordou uma diversidade de artistas para que contribuíssem para o projeto, inclusive Sheeran, que concebeu "Drive" em uma sessão de estúdio com o músico norte-americano John Mayer e o produtor Blake Slatkin. O desejo de Sheeran com esta faixa era de criar um som que refletisse a viagem do protagonista do filme, dando ênfase à velocidade e à intensidade cinematográfica. A canção foi originada em poucos minutos e "fluiu de nós" depois dos três compositores terem visto um pouco do filme. Na sua sessão de estúdio, Mayer "simplesmente conectou um pedal de oitava e ficou louco" para criar o riff da canção.
"Os filmes são o meu passatempo e, provavelmente, a única coisa, para além do desporto, sobre a qual fico, tipo, apaixonado por fazer parte. Não apenas os realizadores ou os atores ou o que quer que seja, mas fazer parte da viagem de um filme é muito emocionante para mim."
— Sheeran a expressar os seus sentimentos acerca da sua contribuição para a banda sonora de F1.
Weaver já havia selecionado quatrocanções para que fossem lançadas como singles do álbum, mas expressou sentir-se muito confiante no sucesso de "Drive", que viria mais tarde a ser confirmada como o quinto single da banda sonora. O seu lançamento ocorreu a 20 de Junho de 2025 através da Atlantic.

## Estrutura musical e conteúdo
"Drive" teve as suas letras compostas apenas por Sheeran, que co-compôs o tema com os seus produtores John Mayer e Blaker Slatkin. Mayer acompanha Sheeran na guitarra, enquanto Dave Grohl dos Foo Fighters prestou contribuições na bateria, assim como Pino Palladino no baixo, Rami Jaffee nos teclados Casio e Slatkin nos teclados adicionais e programação de bateria. Musicalmente, é um tema do género rock com duração de três minutos e sete segundos (3:07). As suas letras contêm "referências enérgicas ao mundo das corridas e da Fórmula 1" e, segundo a revista norte-americana Billboard, refletem a emoção da alta velocidade e a intensidade sinónima do desporto, fazendo menção às faixas estreitas de pistas como o Mónaco, onde só cabe um carro de cada vez, com os outros carros atrás.

## Recepção crítica
No seu comentário para a revista Billboard, a repórter Kristen Wisneski sentiu que a canção "acerta em cheio" e descreveu-a como "umma das canções mais cativantes do álbum," demonstrando o talento de Sheeran para criar ganchos memoráveis. De facto, Wisneski considerou "Drive" a melhor faixa da banda sonora.

## Créditos
Os seguintes créditos foram adaptados do serviço Tidal:
- Edward Sheeran — vocais, letras, composição
- Blake Slatkin — composição, teclados adicionais, produção e arranjos, programação de bateria, engenharia acústica, engenharia vocal
- John Mayer — composição, produção e arranjos, guitarra
- Matt Wolach — assistente de mistura
- Pino Palladino — baixo
- Rami Jaffee — teclados Casio, órgão
- Dave Grohl — bateria
- Joe Barresi — engenharia acústica
- Randy Merrill — masterização
- Mark "Spike" Stent — mistura
- Martin Pradler — engenharia vocal
- Hunter Goddard — engenharia de gravação vocal

## Desempenho nas tabelas musicais
No Reino Unido, "Drive" estreou no número 49 da tabela oficial de canções, após movimentar 8 998 exemplares na sua primeira semana de disponibilidade comercial.
Tabelas semanais
| País — Tabela musical (2025)                       | Posição de pico |
| -------------------------------------------------- | --------------- |
| Nova Zelândia — Hot Singles (RMNZ)                 | 17              |
| Coreia do Sul — Background Music Chart (Circle)    | 54              |
| Coreia do Sul — Download Chart (Circle)            | 119             |
| Reino Unido — Official Singles Chart Top 100 (OCC) | 49              |